# Новиково (Томская область)
Новиково — деревня в Парабельском районе Томской области России. Входит в состав Старицинского сельского поселения.

## География
Деревня находится в центральной части Томской области, на левом берегу реки Парабели, на расстоянии примерно 73 километров (по прямой) к юго-западу от села Парабель, административного центра района. Абсолютная высота — 71 метр над уровнем моря.
Климат
Климат характеризуется как континентальный, с тёплым коротким лесом и морозной и продолжительной зимой.
Часовой пояс
Деревня Новиково, как и вся Томская область, находится в часовой зоне МСК+4. Смещение применяемого времени относительно UTC составляет +7:00.

## История
Основана в 1921 году.
По данным 1926 года в заимке имелось 5 хозяйств и проживало 36 человек (в основном — русские). В административном отношении входила в состав Старицинского сельсовета Парабельского района Томского округа Сибирского края.

## Население
| 2002 | 2010 | 2012 | 2013 | 2014 | 2015 | 2021 |
| ---- | ---- | ---- | ---- | ---- | ---- | ---- |
| 105  | ↘79  | →79  | ↘77  | ↗80  | ↘78  | ↘46  |

Половой состав
По данным Всероссийской переписи населения 2010 года в гендерной структуре населения мужчины составляли 53,2 %, женщины — соответственно 46,8 %.
Национальный состав
Согласно результатам переписи 2002 года, в национальной структуре населения русские составляли 95 %.

## Инфраструктура
Функционируют библиотечный досуговый центр, фельдшерско-акушерский пункт и магазин.

## Улицы
Уличная сеть деревни состоит из двух улиц.